# Solok
Solok är en stad på västra Sumatra i Indonesien. Den ligger i provinsen Sumatera Barat och har cirka 70 000 invånare.